# Deep in the Heart of Nowhere
Deep in the Heart of Nowhere è il primo album da solista del cantautore Bob Geldof (dopo la sua militanza nei The Boomtown Rats), pubblicato nel 1986.
Dal disco, prodotto da Rupert Hine, sono stati ricavati 2 singoli: This Is the World Calling e Love Like a Rocket. Il disco contiene anche la nota The Beat of the Night, cantata al Festival di Sanremo 1987.

## Tracce

### Lato A
1. This Is the World Calling
2. In the Pouring Rain
3. August Was a Heavy Month
4. Love Like a Rocket
5. I Cry Too

### Lato B
1. When I Was Young
2. This Heartless Heart
3. The Beat of the Night
4. Words from Heaven
5. Night Turns to Day
6. Deep in the Heart of Nowhere